# Cinnyris venustus
Cinnyris venustus là một loài chim trong họ Nectariniidae.

## Hình ảnh

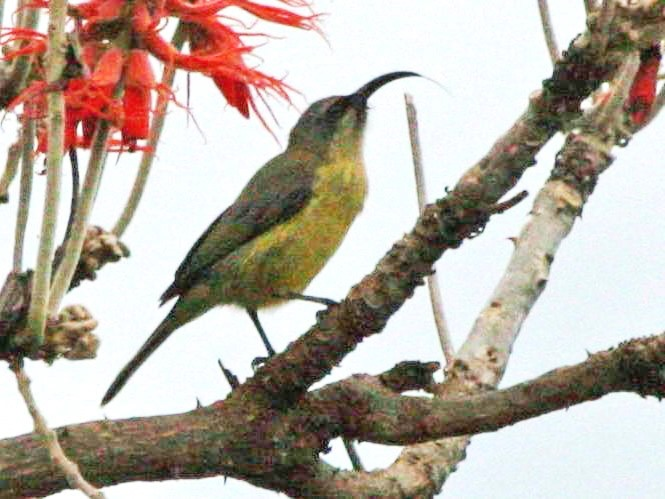
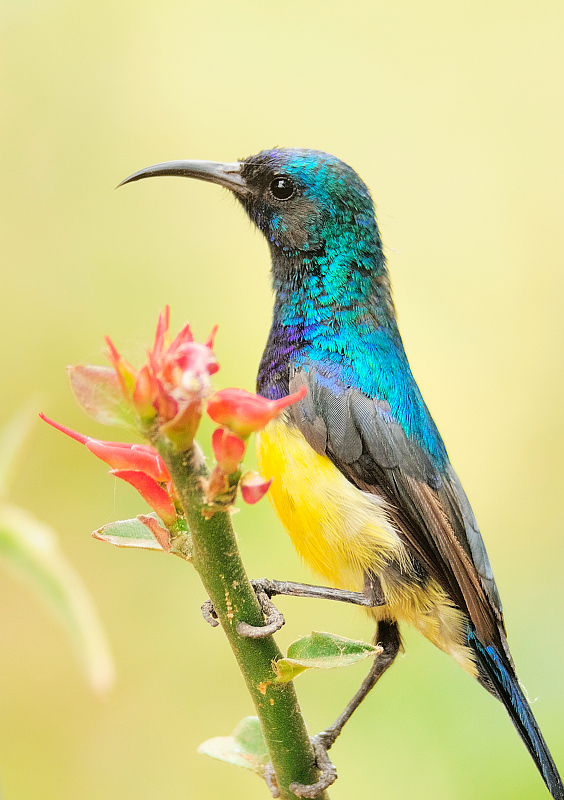